# Stenatemnus sundaicus
Stenatemnus sundaicus är en spindeldjursart som först beskrevs av Beier 1930.  Stenatemnus sundaicus ingår i släktet Stenatemnus och familjen Atemnidae. Inga underarter finns listade i Catalogue of Life.